# ولزنبییک
ولزنبییک (به لاتین: Vlezenbeek) یک روستا در بلژیک است که در سن-پیوته-لئو واقع شده‌است.